# Gare de Saint-Martin-de-Crau
Gare de Saint-Martin-de-Crau – przystanek kolejowy w Saint-Martin-de-Crau, w departamencie Delta Rodanu, w regionie Prowansja-Alpy-Lazurowe Wybrzeże, we Francji.
Jest przystankiem kolejowym Société nationale des chemins de fer français (SNCF), obsługiwanym przez pociągi TER Provence-Alpes-Côte d’Azur kursujące między Miramas i Awinionem.